# Google TV
Google TV (раніше відома як Google Play Movies & TV або Google Play Movies (укр. Google Play Фільми)) — послуга відео на замовлення в режимі онлайн, керована Google. Послуга пропонує фільми та телевізійні шоу для придбання або прокату залежно від наявності, а також збирає вміст із 30 різних потокових служб, включаючи Netflix, Hulu, Disney+ та HBO Max. Сервіс спочатку був запущений у травні 2011 року як Google Movies, а згодом, після інтеграції в Google Play у 2012 році, був перейменований у Google Play Movies & TV.
Google стверджує, що більшість вмісту доступно у форматі високої чіткості, а з грудня 2016 року пропонується опція відео 4K Ultra HD для вибраних заголовків. Вміст можна переглядати на потокових пристроях, вебсайті Google Play, через розширення для веббраузера Google Chrome або через програму, доступну для пристроїв Android та iOS. Завантаження в автономному режимі підтримується через мобільний додаток та на пристроях.
У вересні 2020 року Google Play Movies & TV було перейменовано в Google TV на пристроях Android після дебюту на нещодавно анонсованому Chromecast з Google TV-ключем.

## Особливості
Google TV пропонує фільми та телевізійні шоу для придбання або прокату залежно від наявності. Google заявляє, що «Більшість фільмів і телешоу в Google Play доступні у „форматі високої чіткості“ з роздільною здатністю 1280×720 пікселів (720p) або 1920×1080 пікселів (1080p)». У грудні 2016 року Google додав опцію відео 4K Ultra HD для вибраних заголовків, а в липні 2017 року почав пропонувати вміст у якості 4K HDR у США та Канаді. Користувачі можуть попередньо замовити вибраний вміст, щоб він автоматично доставлявся під час випуску. Орендований вміст має термін дії, вказаний на сторінці деталей вмісту.

## Платформи
На комп'ютерах вміст можна дивитись у спеціальному розділі «Фільми та ТБ» на вебсайті Google Play або через розширення веббраузера Google Chrome Google Play Movies & TV.
На смартфонах і планшетах, що працюють на мобільних операційних системах iOS, iPadOS або Android, вміст можна дивитись у мобільному додатку Google TV.
Завантаження та перегляд у режимі офлайн підтримується на Chromebook через розширення Chrome, а на Android та iOS через мобільний додаток. Комп'ютери з операційними системами Microsoft Windows та Apple macOS не можуть завантажувати вміст.
Для перегляду вмісту на телевізорі користувачі можуть підключити свій комп'ютер до телевізора за допомогою кабелю HDMI, скористатися програмою Google Play Movies & TV, доступною для деяких смарт-телевізорів від LG та Samsung, а також пристроїв Roku, передавати вміст через Ключ Chromecast через програму YouTube на пристроях Amazon Fire TV або через Android TV.

## Географічна доступність

Географічна доступність фільмів у Google Play

Географічна доступність телешоу в Google Play

Фільми в Google Play доступні у понад 111 країнах.
Повний список країн включає такі країни: Албанія, Ангола, Антигуа і Барбуда, Аргентина, Вірменія, Аруба, Австралія, Австрія, Азербайджан, Бахрейн, Білорусь, Бельгія, Беліз, Бенін, Болівія, Боснія і Герцеговина, Ботсвана, Бразилія, Буркіна-Фасо, Камбоджа, Канада, Кабо-Верде, Чилі, Колумбія, Коста-Рика, Хорватія, Кіпр, Чехія, Данія, Домініканська Республіка, Еквадор, Єгипет, Сальвадор, Естонія, Фінляндія, Фіджі, Франція, Габон, Німеччина, Греція, Гватемала, Гаїті, Гондурас, Гонконг, Угорщина, Ісландія, Індія, Індонезія, Ірландія, Італія, Кот-д'Івуар, Ямайка, Японія, Йорданія, Казахстан, Киргизстан, Кувейт, Лаос, Латвія, Ліван, Литва, Люксембург, Північна Македонія, Малайзія, Малі, Мальта, Маврикій, Мексика, Молдова, Намібія, Нідерланди, Непал, Нова Зеландія, Нікарагуа, Нігер, Норвегія, Оман, Панама, Папуа Нова Гвінея, Парагвай, Перу, Філіппіни, Польща, Португалія, Катар, Румунія, Руанда, Росія, Саудівська Аравія, Сенегал, Сінгапур, Словаччина, Словенія, ПАР, Південна Корея, Іспанія, Шрі-Ланка, Швеція, Швейцарія, Тайвань, Таджикистан, Танзанія, Таїланд, Того, Тринідад і Тобаго, Туреччина, Туркменістан, Уганда, Україна, Об'єднані Арабські Емірати, Велика Британія, США, Уругвай, Узбекистан, Венесуела, В'єтнам, Замбія та Зімбабве.
Телешоу в Google Play доступні лише в Австралії, Австрії, Канаді, Франції, Німеччині, Японії, Швейцарії, Великій Британії та США.

### Історія розширення
Послуга була запущена в травні 2011 року під назвою Google Movies і ребрендована під банером Google Play у березні 2012 року. Фільми були представлені в Кореї у вересні 2012 року з подальшим випуском фільмів в Австралії, Канаді, Великій Британії, Франції та Іспанії в жовтні 2012 року; фільми в Бразилії та Росії у грудні 2012 року; фільми в Індії та Мексиці в березні 2013 року; Т=телешоу у Великій Британії в липні 2013 року;  фільми в Італії в листопаді 2013 року. Значне розширення фільмів було здійснено у 13 нових країнах у грудні 2013 року та 38 нових країнах у березні 2014 року Подальші випуски відбулися для фільмів у Бельгії, Філіппінах, Швейцарії та Уганді в травні 2014 року; фільми в Ірландії в липні 2014 року; фільми в Австрії у вересні 2014 року; фільми в Боснії та Герцеговині, Кіпрі, Угорщині, Ісландії, Македонії, Мальті, Словенії, Тайвані та Україні в листопаді 2014 року; фільми в Індонезії, Малайзії та Сінгапурі в липні 2015 року; фільми в Туреччині у березні 2016 року; та фільми в Бахрейні, Єгипті, Йорданії, Кувейті, Лівані, Омані, Катарі, Саудівській Аравії, Об'єднаних Арабських Еміратах та В'єтнамі в листопаді 2016 року.

## Google TV / Google Play Фільми в Україні
5 листопада 2014 року Google Play Фільми стали доступні у 9 додаткових країнах та територіях, включно з Україною. Для українських споживачів стали доступні оренда/придбання відео контенту за технологією відео на вимогу, але на початку у листопаді 2014 року жоден фільм/серіал контент-бібілотеки vod-сервісу Google Play Фільми не мав опції україномовного озвучення/дубляжу.
Лише згодом, у 2019 році, почали з'являтися фільми у Google Play Фільми, які пропонували українським користувачам опцію україномовного озвучення/дубляжу. Станом на жовтень 2023 року в контент-бібліотеці Google Play Фільмів вже доступні 552 стрічки з українськими дубляжем та/або субтитрами.